# 헤이좡후역
헤이좡후역(중국어: 黑庄户站)은 중국 베이징시 차오양구 헤이좡후 지구 내 헤이좡후 마을 완퉁로에 위치한 베이징 지하철 7호선의 지하철역이다. 2019년 12월 28일 7호선 개통과 함께 운영에 들어갔다.

## 위치
이 역은 완쯔잉로(万子营路)와 완퉁로(万通路) 교차점 서쪽의 차오양구 헤이좡후 지구 내 헤이좡후 마을에 위치한다. 완퉁로를 따라 동서로 배열되어 있으며 헤이좡후 마을에 인접하여 명명되었다.

## 역 구조
이 역은 1면 2선 섬식 승강장으로 설계된 2층 건물의 지하철역이다. 승강장 동쪽 끝에는 이중 건넘선이 존재한다.

### 층별 구조
| 지면층             | 가도                            | B-D출입구                            |
| 지하 1층 대합실 층 | 대합실                          | 고객센터, 자동 발권기, 출입 게이트   |
| 지하 2층 승강장    | ←                               | ■ 7호선 베이징 서역 방면 (랑신좡)    |
| 지하 2층 승강장    | 섬식 승강장, 왼쪽 출입문이 열림 |                                      |
| 지하 2층 승강장    | →                               | ■ 7호선 유니버설리조트 방면 (완성시) |

역 대합실에는 전통 건축 자재 '타일'을 사용하여 역사 문화적 질감을 지닌 옛 베이징 타워를 건설한 테마 예술 벽 '융합 풍경《融行汇景》'이 있으며 전체적인 스타일은 단순하고 웅장하여 향기로운 기질이 오래 지속되는 옛 아름다움을 요약한다.

## 출입구
|                         |                    |                                                                                           |  |  |  |
| 출구                    | 지시               | 출구 인근                                                                                 |  |  |  |
| 出口 · B                | 완쯔잉로(万子营路) | 완쯔잉 동마을(万子营东村), 차오양구 바이자좡 초등학교 둥천 분교(朝阳区白家庄小学东辰分校) |  |  |  |
| 出口 · D                | 완퉁로(万通路)     | 베이징 음악산업단지(北京音乐产业园), 베이징 신선 농산물 유통센터(北京鲜活农产品流通中心)  |  |  |  |
| 아이콘 설명: 엘리베이터 |                    |                                                                                           |  |  |  |